# هنري هاريسون كالفر
هنري هاريسون كالفر (بالإنجليزية: Henry Harrison Culver)‏ هو شخصية أعمال أمريكي، ولد في 9 أغسطس 1840 في أوهايو في الولايات المتحدة، وتوفي في 27 سبتمبر 1897.